# Solanum alatirameum
Solanum alatirameum är en potatisväxtart som beskrevs av Friedrich August Georg Bitter. Solanum alatirameum ingår i släktet skattor som ingår i familjen potatisväxter. Inga underarter finns listade i Catalogue of Life.